# Территория Башкортостана в эпоху Ногайской Орды
Башкортостан в эпоху Ногайской Орды — история части территории расселения башкир — Исторического Башкортостана, находившиеся в составе Ногайской Орды.
После распада Золотой Орды основная территория Исторического Башкортостана вошла в состав Ногайской Орды. При этом земли северо-западных башкир находилась в составе Казанского ханства, а земли северо-восточных башкир — в составе Сибирского ханства.

## Вхождение в состав Ногайской Орды
Военачальник Золотой Орды Едигей Аббас улы считается основателем Ногайской орды, в его личный улус входила южная часть Исторического Башкортостана. По сообщению Абд аль-Гаффара Кырыми, после того как в сражении 1419 года на реке Яик хана Кадыр-Берди против Едигея, в ходе которого последний был убит, его сыновья Кей-Кувад и Нураддин «ушли в вилайет Тура и поселились среди народа под названием башкурд». Согласно башкирским преданиям, Нураддин (баш. Мораҙым) был похоронен в долине реки Дёма. В основу сюжета эпоса «Идукай и Мурадым» вошли эпизоды жизни Едигея.
Согласно преданиям рукописи «Записки факихов или Древняя книга по истории» (баш. «Факихтар яҙыуы йәки Боронғо тарих китабы»), башкирский правитель Касым-хан обосновался на устье реки Сакмара (ныне территория города Оренбурга), где строит себе ставку и каравансарай". Далее в предании описываются взаимоотношения Касым-хана с правителем Казанского ханства Мырзабек-ханом. В «Истории Усергана», во времена правления Барак-хана граница между башкирскими и ногайскими владениями проходила по реке Самары: «Тура-хан. На реке Агидель известна гора (под названием) Тура-таг. Это место его ставки. Он был самовластным ханом башкирского народа. Его сын был Кусем-хан. В те времена в Сарайчике было сражение с Бурак-ханом, то есть происходили битвы из-за земли и воды. После Кусем-хан отправил своего младшего брата Бирдебека с сильным войском с северной стороны. Бурак с правой стороны отправил Мансура. Затем с двух сторон противостояли (друг другу), готовились к битве. Ведя переговоры, заключили соглашение о следующем: правая сторона реки Самары досталась Бурак-хану, его подданными были ногайцы; северная сторона реки Самары досталась Кусем-хану, его подданными были башкиры. Затем после перемирия Бирдебек-султан (и) Мансур с двух (противоположных) берегов реки Агидель состязались в стрельбе из лука. Каждый из них был великолепным стрелком и эмиром, и стрелы обоих перелетали дороги, идущие по (обеим) сторонам реки Агидель. Прожив с таким пиршеством и весельем месяц, ушли обратно, то есть вернулись в свои страны. Башкирский и ногайский народы на некоторое время остались (жить) в мире, до эпохи Урак Мамая».
В конце XV века — начале XVI века в северной и центральной части Исторического Башкортостана правил башкирский хан — Тюря-хан (Тура-хан, Тора-бий), ставки которого находились в Уфимском городище (Башкорт, Имэн-кала, ныне территория города Уфы) и на горе Тратау. В то же время в последней четверти XV века брат Тюря-хана Басман-хан правил южной частью Исторического Башкортостана. Согласно «Шежере племени тамьян», правнуком Басман-хана был Шагали Шакман-бий. По сообщению Кидряса Муллакаева, ставка Басмана располагалась в местности Актюба (ныне территория города Оренбурга): «был ногайский хан именем Басман,… который по бывшим великим моровом поветрии, оставя прежнее свое жительство в семнадцати тысячах кибиток, перешел к реке Яику, и близ Сакмарского устья на горе, в расстоянии от Оренбурга шесть верст, где ныне поставлен маяк, построил город, именова Актюба, то есть Белый стан, или село, отчего та гора и поныне Актюбой называется и некоторые на ней развалины видны». Личная орда Басмана состояла из «семнадцати тысяч кибиток» и кочевала «вверх и вниз по Яику и другим степным рекам, а именно по Берде, по Сакмаре, по Салмышу, по Юшатыру, по Таналыку, по Оре, по Кизилу, и по протчим рекам. А зимою оные кибитки, переходя Уральские горы, кочевали по рекам Белой, Соколе, Ашкадару, Куганаку, по Шкадру, по Деме, где места лесистые и теплые». Басман вёл войну с ногайским мурзой Алтакаром (Алчагиром). После гибели Басмана, мурза Алтакар распространил власть на юге и юго-востоке Исторического Башкортостана.
Одно из самых ранних упоминаний присутствия ногаев в Башкортостане зафиксировано в грамоте Ямгурчи к Ивану III. С начала XVI века в состав Ногайской Орды включается основная территория исторического Башкортостана. В историографии она известна как «Ногайский Башкортостан» («Ногайская Башкирия»). Территория Исторического Башкортостана находящийся в составе Ногайской Орды, не включалась в дуально-крыльевую структуру ногайцев и была экономически замкнутой и политически обособленной. Западная граница Ногайской Башкирии (с Казанским ханством) проходила по рекам Ик и Каме. Восточной границей (с Сибирским ханством) служил восточный рубеж Катайской волости — приблизительная меридиональная линия по озёрам Южного Урала: Иткуль (или Щелкун), Синара, Касли, Кызылташ, Увильды, Аргази и далее по верхнему течению Уя. Южные границы Ногайского Башкортостана проходили по бассейнам рек Большой и Малой Узеней, Чагана, Чижинским разливам и далее по Яику.

## Система управления

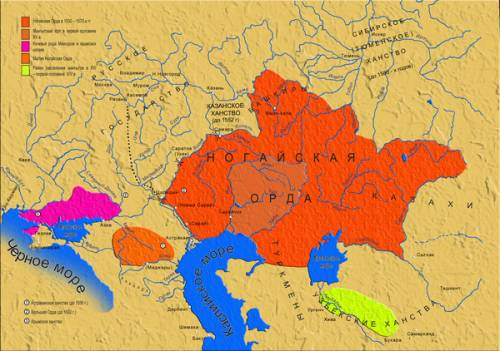
Владения Ногайской Орды в начале XVI века.

Территория Исторического Башкортостана, находившаяся в составе Ногайской Орды, составила особую провинцию со своим административным центром. Ногайский Башкортостан находился под управлением верховного наместника. Институт наместничества состоял из Верховного наместника Ногайского Башкортостана, помощников, контролировавших отдельные районы. Наместники в основном следили за сбором ясака и других налогов с башкир. Ясак в основном выплачивался пушниной и мёдом, также башкирское население должно было выставлять военные отряды в войско Орды. Ногайцы собирали налоги при помощи вооружённых отрядов. В 1520—1540‑х годах, после проведения переписи в основной части Ногайской Орды, на башкир усиливается налоговый гнёт. Согласно башкирскому преданию «Сказания о Мамай-хане», сбор ясака на деле сопровождался насилием и грабежом по отношению к башкирам, что вызывало ожесточенное сопротивление со стороны башкирского населения. Кроме этого для кочёвки ногайцы заняли лучшие земли башкир.
После своего правления в Ногайском Башкортостане большинство мурз становятся нурадинами в Ногайской Орде, среди них исключениями являются царевичи Хакк-Назар и Ахмед-Гирей, а также Канай, который сразу занял пост бия).
До 1530-х годов ставка ногайского наместника находилась на Эмбе, после центр Ногайского Башкортостана перемещается в Уфимское городище (Башкорт, Имэн-кала, ныне территория города Уфы). По сообщению Кидряса Муллакаева, в те времена это был «великий город, который простирался вверх по реке Белой до устья реки Уфы, и до Уфимских, то есть при реке находящихся гор, так что жительство его распространялось по длине верст на десять».
Согласно А. З. Асфандиярову, одной из форм взаимоотношений между башкирами и ногаями являлся институт аманатства.

## Ногайские наместники
Согласно В. В. Трепавлову, наместниками Ногайской Орды в Башкортостане были:
- Ямгурчи (конец 1480‑х годов — начало XVI века)
- Алтакар (начало XVI века)
- Шейх-Мамай (1‑я четверть XVI века)
- Акназар (1522—1538)
- Исмаил (1538—1545)
- Ахмет-Гирей (1546—1558)
- Динбай (1558—1578)
- Саид-Ахмед (1578—1584)
- Канай (конец XVI века — начало XVII века)
- Кара-Килембет (начало XVII века — 1623).

В XV—XVI веках на территории Башкортостана велась междоусобная война наместников Ногайской Орды и их вассалов.
В начале XVI века наместником Ногайской Башкирии был ногайский мурза Алтакар (Алчагир). Позднее Алтакар потерпел поражение в войне с войсками Казахского ханства и был убит.
В 1‑й четверти XVI века наместником Ногайского Башкортостана был Шейх-Мамай. После того как Шейх-Мамай стал нурадином Ногайской Орды, он поставил наместником в Башкортостане своего воспитанника Акназара (Хакк-Назара). С приходом к власти Акназара, который был наместником в 1522—1538 годах, окончательно устанавливается власть ногаев в Башкортостане. Акназар распространил свою власть на южном и юго-восточном Башкортостане, где им были установлены жестокие порядки и упорядочено налоговое обложение: «Акиазар-хан всех один в своей власти имел, и у смотря их непостоянство и разные воровства, всячески их изнурял и в бессилие приводил, ибо на три двора по одному котлу иметь допущал, как скот и пожитки, так и детей их к себе отбирал и землями владеть також и чрез реку переходить не допущал, а кои звероловством промышляли, принуждены были платить ему за то ясак с каждог о человека по лисице, по бобру и по кунице». По мнению Б. А. Азнабаева, правление Акназара в Башкортостане сказалось на ограничении власти башкирской аристократии в подвластном регионе. Согласно историческому преданию башкир, Акназар-хан в Башкортостан прибыл из Сибири, а затем подчинил Казанское, Астраханское ханства, Бухару, Хиву, Ташкент и другие прилегающие к Южному Уралу районы. Его ставка располагалась на территории современной Уфы. Акназар-хан также вёл борьбу с ногайским мурзой Исмаилом и его преемниками, которые проводили промосковскую политику, и притеснял башкир принявших русское подданство.
Мурза Исмаил в 1538—1545 годах был наместником Ногайского Башкортостана, проводил политику сближения с Московским государством. В 1545 году стал нураддином Ногайской Орды, при его правлении продолжилась междоусобная борьба, которая в итоге привела к распаду государства. Царевич Сибирского ханства, чингисид Ахмет-Гирей в 1546—1558 годах был наместником Ногайского Башкортостана. В его юрт входила территория центральной части Исторического Башкортостана.

## Уход ногаев
Во второй половине 1550-х годов в Ногайской Орде начинается великий голод, который вместе с эпидемиями привел к высокой смертности и массовому бегству народа из Орды. Английский путешественник Э. Джекинсон, в 1558 году проехавший через Астрахань, описал это событие таким образом: «Такого мора никогда не видели в этих странах; земли ногайцев изобиловали пастбищами, теперь же они пусты… их мертвые тела кучами валялись по всему острову, не погребенные, подобно зверям». Причиной массового голода являлись природные катаклизмы. Согласно преданию башкир племени юрматы: «Выпал великий снег, и сряду три года стояла жестокая зима. На овец и скот напал падеж, и хлеб не родился». Междоусобные войны, голод и эпидемии способствовали уходу ногаев с территории Башкортостана. Сведения об уходе ногаев и вместе с ними части башкир сохранились в преданиях некоторых башкирских племён (мин, юрматы, усерган, бурзян, кипчак, тамьян).
Наместники Ногайской Орды вместе со своими улусами были явно нежелательным элементом в Башкортостане. Нарушение вотчинных прав башкир и вмешательство во внутреннее управление также не способствовали повышению авторитета пришлой ногайской аристократии. Борьба башкир с войсками правителей Ногайской Орды нашло отражение в «Шежере племени мин», в памятниках башкирского фольклора. Согласно общему шежере юго-восточных башкир (усерган, бурзян, кипчак, тамьян), башкиры схватили мурз Бурсай-хана и Акзуша (Актулуша) «и доставили их хану России Ивану Васильевичу». Известны главы некоторых башкирских родов, возглавивших борьбу башкир против Ногайской Орды — Бикбау-бий, Бурнак-бий, Иске-бий, Канзафар-бий, Каракузяк-бий Мешавали, Татигас-бий, Шагали Шакман-бий и другие. Долгое противостояние башкир и Ногайской Орды способствовало добровольному вхождению Башкортостана в состав Российского государства.
Однако и после присоединения значительной части Башкортостана к Московскому государству, в системе управления Ногайской Орды сохраняется пост наместника Ногайского Башкортостана. Ногаи вновь делали попытки установить в регионе свою власть, которые выражались в набегах и в сборе ясака. Ставка наместников вновь перемещается на реку Эмбу. В 1558—1578 годах наместником был Динбай, сын Исмаил-бия. На этом посту он находился 20 лег и, как Урус, стал ханом; Динбай перебрался с Эмбы на Волгу. Далее в 1578—1584 годах пост наместника занимал Саид-Ахмед. Мурза Кара-Килембет в начале XVII века по 1623 год был наместником Ногайского Башкортостана, вёл борьбу с мурзой Аксак-Килембетом за единоличную власть над юго-западными башкирами, их междоусобная борьба нашла отражение в «Шежере племени мин».
После постройки Уфимской крепости и разгоревшейся в конце XVI веке междоусобной борьбы в Ногайской Орде власть ногаев в Башкортостане окончательно пресекается. В начале XVII веке ещё отмечались набеги ногайских мурз, однако они не являлись попытками восстановления ногайской власти в крае.